# ゲオルグ・デルフェル
ゲオルグ・デルフェル（Georg Dörffel、1914年7月27日 - 1944年5月26日）は、第二次世界大戦時のドイツ空軍のエース・パイロットであり、882名いた柏葉付騎士鉄十字章の受勲者の中の一人でもある。騎士鉄十字章とそれより上位の柏葉付騎士鉄十字章は戦場での卓越した行為や軍事上のリーダーシップを発揮した者に授与された。1944年5月26日にローマの北西で戦死し、戦死後に中佐に昇進した。デルフェルはその軍歴の中で1,004回の作戦飛行に地上攻撃機のパイロットとして出撃した。

## 軍歴

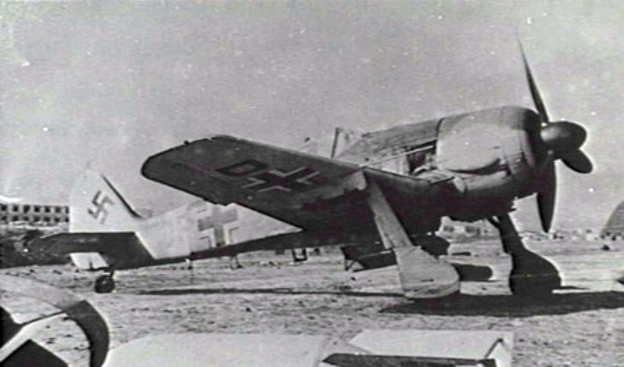
地上攻撃機型のフォッケウルフ Fw190 F

ゲオルグ・デルフェルは1933年に第22歩兵連隊（Infanterie-Regiment 22）に入隊して軍務に就き、1935年に上級士官候補生（Oberfähnrich）の階級で空軍に移籍した。最初は爆撃航空団（地上攻撃飛行隊）の観測員を務めていたが、その後にヘンシェル Hs 123地上攻撃機を装備する第2教導航空団/第5飛行中隊（地上攻撃）（5.(S)/LG 2）に転属した。
第2教導航空団/第II飛行隊（地上攻撃）（II.(Schlacht)/LG 2）隷下のこの飛行隊でデルフェルは少尉のパイロットとしてポーランド侵攻とフランス侵攻作戦で飛行した。部隊は1940年5月17日にカンブレー北部で進撃するドイツ軍を側面から脅かす敵戦車の大部隊を撃退する任務を担当し、この戦いの戦功でデルフェルは5月21日に二級と一級鉄十字章を授与された。
西部でのこの作戦期間中にデルフェルは1940年5月14日にベルギーのTirlemont近郊で、6月にダンケルク近くでの2度撃墜され、2度とも負傷した。10月に5.(S)/LG 2の飛行中隊長に任命され、この部隊は後の1942年初めに第1地上攻撃航空団/第5飛行中隊（5./SchlG 1）に改称された。デルフェルはこの任務と地位でバトル・オブ・ブリテンを、1941年4月からはバルカン半島で戦った。
1941年6月にソビエト連邦への侵攻であるバルバロッサ作戦が始まるとデルフェルは東部戦線へ異動となり、特に中央と南部地域でドイツ軍地上部隊への航空支援を行った。200回以上の出撃を数えた後の8月21日に2.(S)/LG 2の飛行隊長アルフレート・ドゥルッシェル中尉と共に騎士鉄十字勲章を授与された。1942年7月1日にドン川のスクヴォリン（Skvorin）近くで撃墜されたが、8月16日には600回出撃を達成した。1943年3月2日にデルフェルは第1地上攻撃航空団/第I飛行隊（I./SG 1）の飛行隊長代理に、6月11日には正式に飛行隊長に任命された。
デルフェルは1943年7月に800回、1カ月後には900回の出撃を達成し、9月1日に少佐に昇進した。10月にキエフ近郊でドニエプル川を渡河して攻撃してくる赤軍に対して1日で19回の出撃を行い、10月6日の1,000回目の出撃で30機目の撃墜を果たした。翌日には飛行停止となり、プロスニッツにある地上攻撃パイロット学校（Schlachtfliegerschule）に指揮官として転属になった。1944年5月の初めにデルフェルはイタリアに駐留する第4地上攻撃航空団の航空団司令に任命された。
ゲオルグ・デルフェルは1944年5月26日にローマの北西で戦死した。敵の4発爆撃機編隊に攻撃をかけた後で乗機のフォッケウルフ Fw190 F-8（製造番号：580 464）からの脱出を余儀なくされた。その時におそらく頭部を自機の水平尾翼に打ちつけたと考えられ、パラシュートは開傘しなかった。遺体はイタリアのポメーツィアに埋葬され、死後に中佐に昇進した。

## 受勲
- パイロット徽章
- 空軍前線飛行章金章（"1,000"回出撃記念ペナント付）
- 空軍名誉杯 （1941年11月17日）
- 鉄十字章（1939）
  - 2級 （1940年5月21日）[3]
  - 1級 （1940年5月21日）[3]
- 戦傷章
  - 黒章
- 東部戦線従軍記章
- ドイツ十字章金章（1942年1月24日）：第2教導航空団/第5飛行中隊の中尉として[4]
- 柏葉付騎士鉄十字章
  - 騎士鉄十字章（1941年8月21日）：第2教導航空団/第5飛行中隊（地上攻撃）の中隊長の中尉として[5][6]
  - 柏葉 第231号（1943年8月14日）：第1地上攻撃航空団/第I飛行隊の飛行隊長代理の大尉として[5][7]

## 参照